# Titularbistum Martirano
Martirano ist ein Titularbistum der römisch-katholischen Kirche.
Es geht zurück auf einen Bischofssitz in der Gemeinde Martirano, die sich in der italienischen Region Kalabrien befindet. Das Bistum Martirano war dem Erzbistum Reggio Calabria als Suffraganbistum unterstellt.
| Titularbischöfe von Martirano |                                             |                                                                 |                   |                |
| Nr.                           | Name                                        | Amt                                                             | von               | bis            |
| 1                             | Daniel Tomasella OFMCap                     | Weihbischof in Marília Koadjutorbischof von Marília (Brasilien) | 6. September 1969 | 23. April 1975 |
| 2                             | Oscar Cruz                                  | Weihbischof in Manila (Philippinen)                             | 4. März 1976      | 22. Mai 1978   |
| 3                             | Décio Pereira                               | Weihbischof in São Paulo (Brasilien)                            | 2. April 1979     | 21. Mai 1997   |
| 4                             | Piero Marini Titularerzbischof pro hac vice | Kurienbischof Kurienerzbischof                                  | 14. Februar 1998  |                |